# Comacmaeops brunnea
Comacmaeops brunnea är en skalbaggsart som först beskrevs av Knull 1962.  Comacmaeops brunnea ingår i släktet Comacmaeops och familjen långhorningar. Inga underarter finns listade i Catalogue of Life.